# Potamonautes alluaudi
Potamonautes alluaudi is een krabbensoort uit de familie van de Potamonautidae. De wetenschappelijke naam van de soort is voor het eerst geldig gepubliceerd in 1921 door Bouvier.